# Jonathan Pacheco
Jonathan Andrés Pacheco (San Andrés de Giles, 8 maggio 1992) è un calciatore argentino, centrocampista del Gimnasia (C).

## Carriera
Nella stagione 2011-2012 ha giocato 6 partite in massima serie con il San Lorenzo.